# Drew Dober
Andrew Martin Dober (Omaha, Nebraska; 19 de octubre de 1988) es un artista marcial mixto estadounidense que actualmente compite en la división de peso ligero de Ultimate Fighting Championship (UFC), ostentando el récord de mayor cantidad de nocauts en la historia de la división de peso ligero de UFC. Siendo un competidor profesional desde 2009, anteriormente compitió en Bellator MMA y Titan Fighting Championship.

## Carrera de artes marciales mixtas

### Ultimate Fighting Championship

#### 2016
Dober estaba programado para enfrentar a Islam Makhachev el 16 de abril de 2016, en UFC on Fox 19. En el pesaje, UFC anunció que Makhachev había fallado un test de dopaje fuera de competencia por la sustancia meldonium. La pelea fue cancelada.
La pelea contra Erik Koch fue reprogramada para el 10 de septiembre de 2016, en UFC 203. Sin embargo, el 11 de agosto, Koch se retiró de la pelea por una lesión y fue reemplazado por el debutante Jason Gonzalez. Dober ganó la pelea por TKO en el primer asalto.
Dober enfrentó a Olivier Aubin-Mercier el 10 de diciembre de 2016, en UFC 206. Perdió la pelea por sumisión en el segundo asalto.

#### 2017
Dober enfrentó a Josh Burkman el 29 de julio de 2017, en UFC 214. Ganó la pelea por KO en el primer asalto.

#### 2018
Drew enfrentó a Frank Camacho en una pelea de peso wélter el 27 de enero de 2018, en UFC on Fox: Jacaré vs. Brunson 2. Ganó la pelea por decisión unánime. Esta pelea lo hizo merecedor del premio de Pelea de la Noche.
Dober enfrentó a Jon Tuck en una pelea de peso wélter del 25 de agosto de 2018, en UFC Fight Night 135. Ganó la pelea por decisión unánime.

#### 2019
Dober enfrentó a Beneil Dariush el 9 de marzo de 2019, en UFC Fight Night 146. Perdió la pelea por sumisión en el segundo asalto.
Dober enfrentó a Polo Reyes el 29 de junio de 2019, en UFC on ESPN 3. Ganó la pelea por KO en el primer asalto.

#### 2020
Dober enfrentó a Nasrat Haqparast el 18 de enero de 2020, en UFC 246. Ganó la pelea por KO en el primer asalto. Esta victoria lo hizo merecedor del premio de Actuación de la Noche.
Dober estaba programado para enfrentar a Carlos Diego Ferreira el 2 de enero de 2020, en UFC Fight Night: Hermansson vs. Weidman. Sin embargo, el 9 de abril, Dana White anunció que el evento sería pospuesto a una fecha posterior. Dober terminó enfrentando a Alexander Hernandez el 13 de mayo de 2020, en UFC Fight Night: Smith vs. Teixeira. Ganó la pelea por TKO en el segundo asalto. La pelea con Ferreira fue reprogramada para el 7 de noviembre de 2020, en UFC on ESPN: Santos vs. Teixeira. Sin embargo, Ferreira se retiró de la pelea el 22 de octubre por una lesión y la pelea fue cancelada.

#### 2021
Dober enfrentó a Islam Makhachev el 6 de marzo de 2021, en UFC 259. Perdió la pelea por sumisión en el tercer asalto.
Dober enfrentó a Brad Riddell el 12 de junio de 2021, en UFC 263. Perdió la pelea por decisión unánime. Esta pelea lo hizo merecedor del premio de Pelea de la Noche.

#### 2022
Dober estaba programado para enfrentar a Ricky Glenn el 12 de marzo de 2022, en UFC Fight Night 204. Sin embargo, una semana antes del evento, Glenn se retiró de la pelea y fue reemplazado por Terrance McKinney. Dober ganó la pelea por TKO en el primer asalto.
Dober enfrentó a Rafael Alves el 30 de julio de 2022, en UFC 277. Ganó la pelea por KO en el tercer asalto. Esta victoria lo hizo merecedor de su tercer premio de Actuación de la Noche.
Dober enfrentó a Bobby Green el 17 de diciembre de 2022, en UFC Fight Night 216. Ganó la pelea por KO en el segundo asalto. Esta pelea lo hizo merecedor del premio Pelea de la Noche.

#### 2023
Dober enfrentó a Matt Frevola el 6 de mayo de 2023, en UFC 288. Perdió la pelea por TKO en el primer asalto.
Dober enfrentó a Ricky Glenn el 7 de octubre de 2023, en UFC Fight Night 229. Ganó la pelea por TKO en el primer asalto. Con esta victoria, Dober rompió el récord por la mayor cantidad de nocauts en la historia de la división de peso ligero de UFC. Esta victoria lo hizo merecedor de su cuarto premio de Actuación de la Noche.

#### 2024
Dober enfrentó a Renato Moicano el 3 de febrero de 2024, en UFC Fight Night 235. Perdió la pelea por decisión unánime.
Dober estaba programado para enfrentar a Mike Davis el 13 de julio de 2024, en UFC on ESPN 59. Sin embargo, Davis se vio obligado a retirarse debido a un desgarro en el bíceps y fue reemplazado por Jean Silva, quien peleó dos semanas antes en UFC 303. Dober perdió la pelea por detención médica en el tercer asalto después de no poder continuar debido a un corte sobre el ojo izquierdo. Esta pelea lo hizo merecedor de su cuarto premio a la Pelea de la Noche.

#### 2025
Dober se enfrentó a Manuel Torres el 29 de marzo de 2025 en UFC on ESPN 64. Perdió la pelea por nocaut técnico en el primer asalto.

## Vida personal
Dober está comprometido con Hollis Casey.

## Campeonatos y logros

### Artes marciales mixtas
- Ultimate Fighting Championship
  - Pelea de la Noche (Cuatro veces) vs. Frank Camacho, Brad Riddell, Bobby Green y Jean Silva [12][31][40][52]
  - Actuación de la Noche (Cuatro veces) vs. Nasrat Haqparast, Alexander Hernandez, Rafael Alves y Ricky Glenn[21][37][45]
  - Mayor cantidad de nocauts en la historia de peso ligero de UFC (9)[55]
- Sherdog
  - Asalto del Año 2022 vs. Terrance McKinney[56]

## Récord en artes marciales mixtas
| Récord profesional | Récord profesional | Récord profesional |
| 42 peleas          | 27 victorias       | 15 derrotas        |
| ------------------ | ------------------ | ------------------ |
| Nocaut             | 14                 | 4                  |
| Sumisión           | 6                  | 4                  |
| Decisión           | 7                  | 7                  |
| Sin resultado      | 1                  | 1                  |

| Resultado     | Récord    | Oponente              | Método                               | Evento                                                 | Fecha                    | Ronda | Tiempo | Localización                  | Notas                                                                                   |
| ------------- | --------- | --------------------- | ------------------------------------ | ------------------------------------------------------ | ------------------------ | ----- | ------ | ----------------------------- | --------------------------------------------------------------------------------------- |
| Derrota       | 27–15 (1) | Manuel Torres         | TKO (golpes)                         | UFC on ESPN: Moreno vs. Erceg                          | 29 de marzo de 2025      | 1     | 1:45   | Ciudad de México              |                                                                                         |
| Derrota       | 27–14 (1) | Jean Silva            | TKO (parada médica)                  | UFC on ESPN: Namajunas vs. Cortez                      | 13 de julio de 2024      | 3     | 1:28   | Denver, Colorado              | Pelea de la Noche.                                                                      |
| Derrota       | 27–13 (1) | Renato Moicano        | Decisión (unánime)                   | UFC Fight Night: Dolidze vs. Imavov                    | 3 de febrero de 2024     | 3     | 5:00   | Las Vegas, Nevada             |                                                                                         |
| Victoria      | 27–12 (1) | Ricky Glenn           | TKO (golpes)                         | UFC Fight Night: Dawson vs. Green                      | 7 de octubre de 2023     | 1     | 2:36   | Las Vegas, Nevada             | Actuación de la Noche.                                                                  |
| Derrota       | 26–12 (1) | Matt Frevola          | TKO (golpes)                         | UFC 288                                                | 6 de mayo de 2023        | 1     | 4:08   | Newark, Nueva Jersey          |                                                                                         |
| Victoria      | 26–11 (1) | Bobby Green           | KO (puñetazo)                        | UFC Fight Night: Cannonier vs. Strickland              | 17 de diciembre de 2022  | 2     | 2:45   | Las Vegas, Nevada             | Pelea de la Noche.                                                                      |
| Victoria      | 25–11 (1) | Rafael Alves          | KO (golpe al cuerpo)                 | UFC 277                                                | 30 de julio de 2022      | 3     | 1:30   | Dallas, Texas                 | Actuación de la Noche.                                                                  |
| Victoria      | 24–11 (1) | Terrance McKinney     | TKO (rodillazo y golpes)             | UFC Fight Night: Santos vs. Ankalaev                   | 12 de marzo de 2022      | 1     | 3:17   | Las Vegas, Nevada             |                                                                                         |
| Derrota       | 23–11 (1) | Brad Riddell          | Decisión (unánime)                   | UFC 263                                                | 12 de junio de 2021      | 3     | 5:00   | Glendale, Arizona             | Pelea de la Noche.                                                                      |
| Derrota       | 23–10 (1) | Islam Makhachev       | Sumisión (arm-triangle choke)        | UFC 259                                                | 6 de marzo de 2021       | 3     | 1:37   | Las Vegas, Nevada             |                                                                                         |
| Victoria      | 23–9 (1)  | Alexander Hernandez   | TKO (golpes)                         | UFC Fight Night: Smith vs. Teixeira                    | 13 de mayo de 2020       | 2     | 4:25   | Jacksonville, Florida         | Actuación de la Noche.                                                                  |
| Victoria      | 22–9 (1)  | Nasrat Haqparast      | KO (golpes)                          | UFC 246                                                | 18 de enero de 2020      | 1     | 1:10   | Las Vegas, Nevada             | Actuación de la Noche.                                                                  |
| Victoria      | 21–9 (1)  | Polo Reyes            | TKO (golpes)                         | UFC on ESPN: Ngannou vs. dos Santos                    | 29 de junio de 2019      | 1     | 1:07   | Mineápolis, Minnesota         |                                                                                         |
| Derrota       | 20–9 (1)  | Beneil Dariush        | Sumisión (triangle choke)            | UFC Fight Night: Lewis vs. dos Santos                  | 9 de marzo de 2019       | 2     | 4:41   | Wichita, Kansas               |                                                                                         |
| Victoria      | 20–8 (1)  | Jon Tuck              | Decisión (unánime)                   | UFC Fight Night: Gaethje vs. Vick                      | 25 de agosto de 2018     | 3     | 5:00   | Lincoln, Nebraska             |                                                                                         |
| Victoria      | 19–8 (1)  | Frank Camacho         | Decisión (unánime)                   | UFC on Fox: Jacaré vs. Brunson 2                       | 27 de enero de 2018      | 3     | 5:00   | Charlotte, Carolina del Norte | Pelea en peso wélter. Pelea de la Noche.                                                |
| Victoria      | 18–8 (1)  | Josh Burkman          | KO (puñetazo)                        | UFC 214                                                | 29 de julio de 2017      | 1     | 3:04   | Anaheim, California           |                                                                                         |
| Derrota       | 17–8 (1)  | Olivier Aubin-Mercier | Sumisión (rear-naked choke)          | UFC 206                                                | 10 de diciembre de 2016  | 2     | 2:57   | Toronto, Ontario              |                                                                                         |
| Victoria      | 17–7 (1)  | Jason Gonzalez        | KO (golpes)                          | UFC 203                                                | 10 de septiembre de 2016 | 1     | 1:45   | Cleveland, Ohio               |                                                                                         |
| Victoria      | 16–7 (1)  | Scott Holtzman        | Decisión (unánime)                   | UFC 195                                                | 2 de enero de 2016       | 3     | 5:00   | Las Vegas, Nevada             |                                                                                         |
| Derrota       | 15–7 (1)  | Efrain Escudero       | Sumisión (standing guillotine choke) | UFC 188                                                | 13 de junio de 2015      | 1     | 0:54   | Ciudad de México              |                                                                                         |
| Sin Resultado | 15–6 (1)  | Leandro Silva         | Sin Resultado (anulado)              | UFC Fight Night: Maia vs. LaFlare                      | 21 de marzo de 2015      | 2     | 2:45   | Río de Janeiro                | Una victoria por sumisión (guillotine choke) para Silva anulada por un erro del réferi. |
| Victoria      | 15–6      | Jamie Varner          | Sumisión (rear-naked choke)          | UFC on Fox: dos Santos vs. Miocic                      | 13 de diciembre de 2014  | 1     | 1:52   | Phoenix, Arizona              |                                                                                         |
| Derrota       | 14–6      | Nick Hein             | Decisión (unánime)                   | UFC Fight Night: Muñoz vs. Mousasi                     | 31 de mayo de 2014       | 3     | 5:00   | Berlín                        |                                                                                         |
| Derrota       | 14–5      | Sean Spencer          | Decisión (unánime)                   | The Ultimate Fighter: Team Rousey vs. Team Tate Finale | 30 de noviembre de 2013  | 3     | 5:00   | Las Vegas, Nevada             | Pelea en peso wélter.                                                                   |
| Victoria      | 14–4      | Tony Sims             | Decisión (dividida)                  | Fight To Win: Prize Fighting Championship 4            | 18 de octubre de 2013    | 3     | 5:00   | Denver, Colorado              |                                                                                         |
| Victoria      | 13–4      | T.J. O'Brien          | Sumisión (rear-naked choke)          | Victory Fighting Championship 40                       | 27 de julio de 2013      | 2     | 3:57   | Ralston, Nebraska             |                                                                                         |
| Victoria      | 12–4      | Aaron Derrow          | Decisión (unánime)                   | Centurion Fights                                       | 1 de marzo de 2013       | 3     | 5:00   | St. Joseph, Misuri            |                                                                                         |
| Victoria      | 11–4      | Sean Wilson           | Sumisión (rear-naked choke)          | Disorderly Conduct 15: Resolution                      | 26 de enero de 2013      | 1     | 4:58   | Omaha, Nebraska               |                                                                                         |
| Victoria      | 10–4      | Roberto Rojas Jr.     | Sumisión (rear-naked choke)          | Victory Fighting Championship 38                       | 15 de diciembre de 2012  | 1     | 3:29   | Ralston, Nebraska             |                                                                                         |
| Derrota       | 9–4       | Will Brooks           | Decisión (unánime)                   | Disorderly Conduct 10: The Yin and The Yang            | 10 de agosto de 2012     | 3     | 5:00   | Omaha, Nebraska               | Pelea en peso pactado (162 lbs).                                                        |
| Victoria      | 9–3       | Ted Worthington       | Sumisión (verbal)                    | Victory Fighting Championship 37                       | 13 de abril de 2012      | 3     | 1:36   | Council Bluffs, Iowa          |                                                                                         |
| Victoria      | 8–3       | Jordan Johnson        | TKO (golpes)                         | Disorderly Conduct 4: Turf War                         | 4 de noviembre de 2011   | 2     | 0:30   | Omaha, Nebraska               |                                                                                         |
| Victoria      | 7–3       | Sam Jackson           | Decisión (unánime)                   | Victory Fighting Championship 35                       | 30 de julio de 2011      | 3     | 5:00   | Council Bluffs, Iowa          |                                                                                         |
| Derrota       | 6–3       | Ramiro Hernandez      | KO (golpes)                          | Victory Fighting Championship 34                       | 1 de abril de 2011       | 1     | 2:29   | Council Bluffs, Iowa          |                                                                                         |
| Victoria      | 6–2       | Bobby Cooper          | Decisión (unánime)                   | Titan FC 16                                            | 28 de enero de 2011      | 3     | 5:00   | Kansas City, Kansas           | Pelea en peso pactado (165 lbs).                                                        |
| Victoria      | 5–2       | Kody Frank            | TKO (golpes)                         | Victory Fighting Championship 33                       | 11 de diciembre de 2010  | 2     | 3:44   | Council Bluffs, Iowa          |                                                                                         |
| Victoria      | 4–2       | Steve Simmons         | TKO (golpes)                         | Fight To Win: The Professionals                        | 12 de noviembre de 2010  | 3     | 1:37   | Denver, Colorado              |                                                                                         |
| Victoria      | 3–2       | Jimmy Seipel          | TKO (golpes)                         | VFC 32: Dober vs. Seipel 2                             | 30 de julio de 2010      | 2     | 3:16   | Council Bluffs, Iowa          | Regreso a peso ligero.                                                                  |
| Victoria      | 2–2       | Nick Nolte            | Sumisión (arm-triangle choke)        | Bellator 16                                            | 29 de abril de 2010      | 1     | 4:45   | Kansas City, Misuri           | Debut en peso wélter.                                                                   |
| Derrota       | 2–2       | Brandon Girtz         | Decisión (unánime)                   | VFC 29: The Rising                                     | 13 de noviembre de 2009  | 3     | 5:00   | Council Bluffs, Iowa          |                                                                                         |
| Derrota       | 1–1       | Chase Hackett         | Decisión (unánime)                   | FTW: Featherweight Grand Prix Final Round              | 12 de septiembre de 2009 | 3     | 5:00   | Denver, Colorado              |                                                                                         |
| Victoria      | 1–0       | Frank Caraballo       | TKO (golpes)                         | VFC 28: Throwdown                                      | 24 de julio de 2009      | 2     | 3:58   | Council Bluffs, Iowa          |                                                                                         |